# 阿雷亞布蘭卡 (塞爾希培州)
10°45′28″S 37°18′54″W / 10.75778°S 37.31500°W
阿雷亞布蘭卡（葡萄牙語：Areia Branca），是巴西的城鎮，位於該國東北部，由塞爾希培州負責管轄，始建於1963年11月11日，面積128平方公里，海拔高度193米，2013年人口17,825，人口密度每平方公里138.83人。